# 27356 Mattstrom
27356 Mattstrom è un asteroide della fascia principale. Scoperto nel 2000, presenta un'orbita caratterizzata da un semiasse maggiore pari a 2,3015112 UA e da un'eccentricità di 0,0880524, inclinata di 1,67641° rispetto all'eclittica.